# Nuba-Berge
Die Nuba-Berge (arabisch جبال النوبة Dschibal an-Nuba) sind ein Gebirge im Bundesstaat Dschanub Kurdufan (Süd-Kordofan) im Süden des Sudan. Vor der Unabhängigkeit des Südsudan 2011 bildeten sie etwa das Zentrum des Landes. Das Gebiet liegt zwischen 500 und 1325 Meter hoch, ist vergleichsweise wasserreich und von den als Nuba bezeichneten schwarzafrikanischen Völkern besiedelt. Das Land zwischen den Hügeln ist fruchtbar. Geografisch und politisch liegen die Nuba-Berge im Sudan, ethnisch und kulturell gehören sie jedoch zum Südsudan.

## Geschichte
Ein herausragendes Merkmal besonders der südlichen Nuba-Berge sind die zahlreichen Bevölkerungsgruppen, die sich aufgrund politischer Ereignisse zu unterschiedlichen Zeiten in der jüngeren Vergangenheit angesiedelt haben. Von vorkolonialen Zeiten, als die Nuba-Berge im Einflussbereich der Sultanate von Darfur und Sannar lagen, über die ägyptische Herrschaft ab 1821, den Mahdi-Aufstand ab 1881, der 1899 von der anglo-ägyptischen Armee beendet wurde, bis nach der Unabhängigkeit des Sudan 1956 bildeten die Nuba-Berge eine politisch-kulturelle Grenzregion. Der wirtschaftliche Blick der auf die Nuba-Berge Einfluss ausübenden Mächte richtete sich im 19. Jahrhundert in erster Linie auf den Sklavenhandel, ferner auf die Ausbeutung von Elfenbein und Gold.
Im Sudan, der ab 1821 unter die Herrschaft der osmanischen Vizekönige (Khediven) von Ägypten gekommen war, brach 1881 der Mahdi-Aufstand aus. Um sich dem Zugriff der Behörden zu entziehen, begab sich der Mahdi auf einen „Marsch nach Kordofan“. Gegenüber seinen Anhängern verglich er diese Umsiedlung mit der Hidschra, Mohammeds Auswanderung von Mekka nach Medina. Nach einem beschwerlichen Marsch durch die Wüste erreichten die Mahdisten am 31. Oktober 1881 die Nuba-Berge. Dort erklärte der Mahdi, dass der Berg Dschebel Gebir der legendäre Berg Masa sei, von dem eines Tages der Erlöser herabsteigen solle. Hier errichtete er einen Stützpunkt, wo er am 9. Dezember 1881 seinen zweiten Sieg erringen konnte. Daraufhin wurde der Generalgouverneur des Sudan, Rauf Pascha, abberufen. Der neue Gouverneur Giegler Pascha entsandte im Juni 1882 eine Streitmacht von 6000 Mann unter dem Kommando von Jusuf el-Schallali Pascha in die Nuba-Berge. Am 6. Juni zerschlugen die Mahdisten auch diese Streitmacht. Bei den Feldzügen des Abdallahi ibn Muhammad, Nachfolger des 1885 verstorbenen Mahdi, starben in direkter Folge etwa 10.000 Nuba, weitere 10.000 wurden als Sklaven der Mahdisten-Armee entführt. Nachdem die Briten 1898 den Mahdi-Aufstand niedergeschlagen hatten, wurden die Nuba-Berge Teil des Anglo-Ägyptischen Sudan bis zur Unabhängigkeit des Landes 1956.
Im 19. Jahrhundert, besonders während der türkisch-ägyptischen Herrschaft und bis zur Herrschaft des Mahdi, blühte der Handel mit Nuba-Sklaven, der von den arabischen Baggara als Zwischenhändler betrieben wurde. Viele Nuba zogen sich deshalb in entlegene Bergregionen zurück. Die Briten versuchten die Nuba zur Rückkehr aus den Bergen zu bewegen und die Beziehungen zu den Arabern zu verbessern, indem sie ab 1922 das Gebiet isolierten. Arabische Händler benötigten nun eine besondere Erlaubnis, um in das Gebiet zu gelangen. 1937 wurde die Isolation aufgegeben und die Region Nord-Kordofan angeschlossen. Nuba litten weiterhin unter struktureller Benachteiligung aufgrund mangelnder Bildung und Unterentwicklung. Eine aggressive Assimilierungskampagne des arabischen Nordens ließ viele Nuba zum Islam übertreten. Während des ersten Sezessionskrieg des Südsudan, der 1956 begann, verhielten sich die Nuba politisch indifferent und schlossen sich nicht dem Süden an.
Ab den 1980er Jahren wurden die Nuba jedoch vermehrt in den Zweiten Sezessionskrieg hineingezogen. Nuba griffen auf Seiten der traditionell im angrenzenden Ölfördergebiet Abyei siedelnden Volksgruppe der Ngok-Dinka in den Konflikt mit den dortigen Misiriya-Arabern (Baggara) ein. Die Baggara wurden von nordsudanesischer Seite zu Plünderungen und Vertreibungen von Schwarzafrikanern aufgefordert. Der Krieg in den Nuba-Bergen wurde von Regierungsseite im Herbst 1991 begonnen und erklärtermaßen als Dschihad geführt. General Omar al-Baschir hatte nach seiner Machtübernahme 1989 die Popular Defence Forces (PDF) ins Leben gerufen, eine paramilitärische Einheit, deren Rekruten den Heiligen Krieg gegen den Süden führen sollten. Diese Armee griff in den Nuba-Bergen auch die muslimische Bevölkerung an, zerstörte Moscheen und ermordete die Männer, während Frauen und Kinder als Sklaven in den Norden verschleppt wurden. Ganze Dörfer wurden dabei ausgelöscht und die Stammesführer getötet. In einer Konferenz im April 1992 in Khartum, an der 120 regierungstreue Stammesführer teilnahmen, gab der Gouverneur von Kordofan eine Wiederaufnahme des Dschihad in der Provinz Kordofan bekannt. Jedem der Teilnehmer wurde der Ehrentitel Emir verliehen und jeder erhielt eine Maschinenpistole und 200 Schachteln Munition. Kurz danach kam Baschir persönlich in die Nuba-Berge, um den Dschihad zu verkünden.
Die schweren Menschenrechtsverletzungen an den Nuba wurden von der internationalen Öffentlichkeit kaum wahrgenommen. 1993 fanden erste Friedensverhandlungen zwischen Baggara und Nuba statt. 2002 schränkte das Bürgenstock-Abkommen die Kampfhandlungen in den Nuba-Bergen ein. Seit dem Abschluss des Friedensvertrags zwischen der Regierung und der SPLA 2005 im Naivasha-Abkommen sind die zuvor isolierten Nuba-Berge wieder teilweise aus dem Norden zugänglich, einige Landstriche aber waren noch 2008 vermint. Die Bevölkerung der Nuba-Berge warf der SPLA vor, bei den Friedensverhandlungen mit der Regierung in Khartum zwar um die Verteilung des Erdöls von Abyei, nicht aber um eine gerechte Verteilung des Bodens in den Nuba-Bergen gestritten zu haben.
Zu erneuten Unruhen kam es Anfang 2011 nach dem Unabhängigkeitsreferendum des Südsudan. Der Sudan erkannte die Unabhängigkeit des Südsudan zwar an, die Grenzstreitigkeiten waren damit jedoch nicht beigelegt. Die geplanten Volksbefragungen zur politischen Zugehörigkeit der Nuba-Berge, der Region Abyei und des Bundesstaats Blauer Nil fanden bisher nicht statt. Alle drei Gebiete gehören weiterhin zum Sudan. Nachfolgend kämpfte die militärische Untergrundorganisation SPLM-N, eine Abspaltung der SPLM, für eine Ablösung der Region vom Sudan. Viele Bewohner sind geflüchtet. Die sudanesische Regierung reagierte auf Angriffe der SPLM-N mit der anhaltenden Bombardierung der Nuba-Berge, wobei laut Aktivisten auch Krankenhäuser und die Zivilbevölkerung Ziel der Bomben waren. Laut Human Rights Watch wurden mindestens im Februar und März 2015 Streubomben in zivilen Gebieten eingesetzt.

## Geografie und Bevölkerung

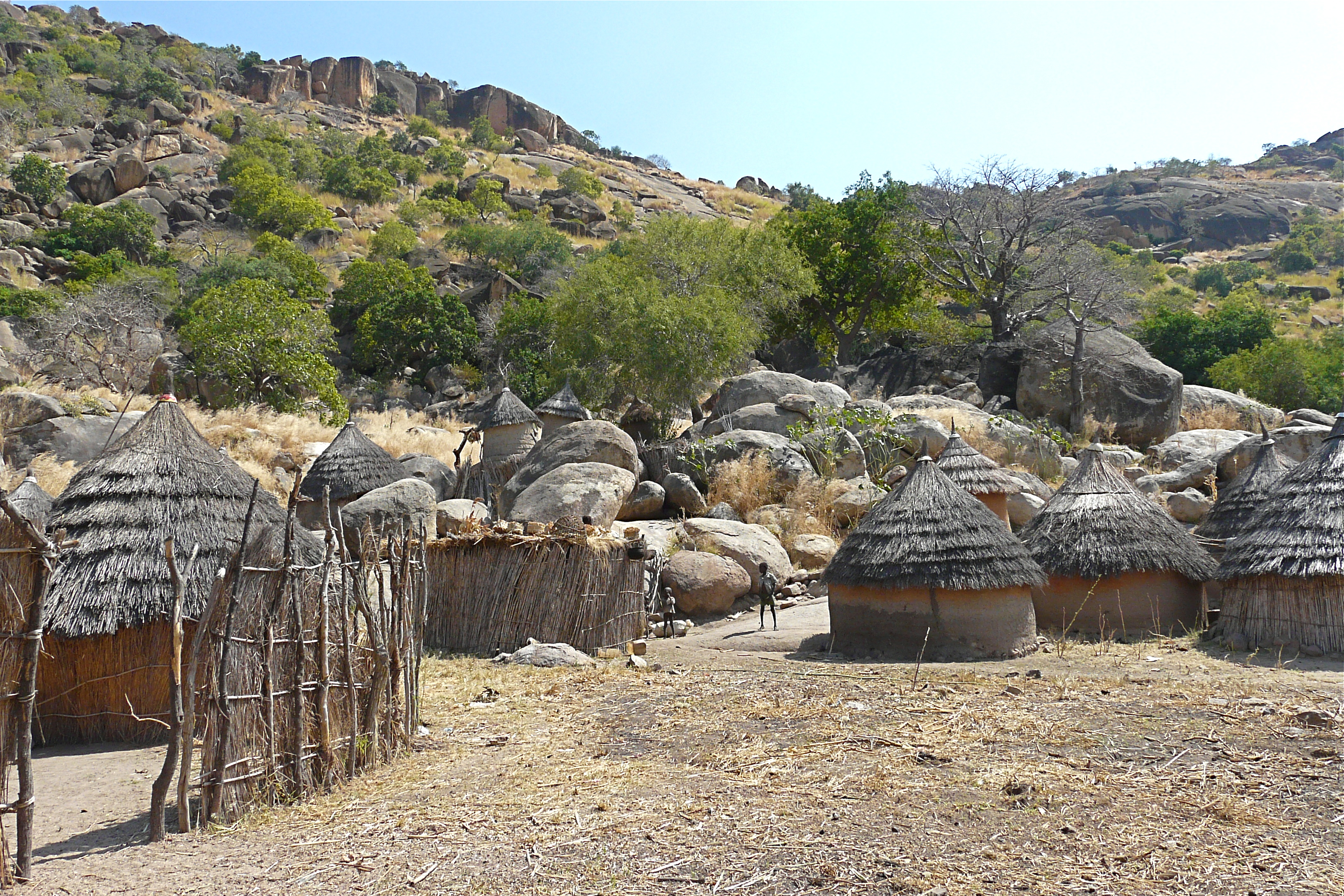
Dorf nahe Kau im Südosten von Süd-Kordofan

Unter dem Oberbegriff Nuba werden rund 90 Prozent der Bevölkerung der Region zusammengefasst. Man versteht darunter rund 50 schwarzafrikanische, Ackerbau treibende Volksgruppen, die ebenso viele unterschiedliche Sprachen sprechen, welche sich in 10 Sprachgruppen unterteilen lassen. Die übrigen 10 Prozent sind um 1800 aus dem Norden eingewanderte arabische Viehhirten, die Baggara genannt werden und aus den beiden Gruppen der Hawazma- und Misiriya-Araber bestehen. Die kleine Minderheit arabischer Händler heißt im Volksmund „Jellaba“.
Von der Bevölkerung in den Nuba-Bergen sind etwa 60 Prozent Bauern, die auf kleinen Parzellen Subsistenzlandwirtschaft und etwas Viehzucht betreiben. 30 Prozent sind halbnomadische Viehzüchter, 8 Prozent betreiben Landwirtschaft als Großbauern. Das Verhältnis zwischen Nuba und Baggara ist nach wie vor historisch belastet. Allgemein gibt es einen Konflikt um Landrechte.
Typisch für das Gebiet sind einige wenige Berggipfel, die als Tafelberge mit steilen Flanken über die flacheren Hügel hinausragen. Der mit 1460 Meter höchste Gipfel heißt Temading. Er liegt nördlich der Kleinstadt Rashad im östlichen Zentrum der Nuba-Berge. Die zweithöchste Erhebung ist der 1413 Meter hohe ad-Dair am Nordrand des Berglandes.
Die Niederschläge fallen von Mitte Mai bis Mitte Oktober. Die fruchtbarsten Böden liegen entlang der Wadis in den Tälern. In den südlichen Nuba-Bergen wird für den Markt hauptsächlich Sorghum angebaut, gefolgt von Erdnüssen und der in den 1920er Jahren von der Briten eingeführten Baumwolle. Auf den Hügeln betreiben die Nuba Wanderfeldbau, Brachezeiten und Aufteilung der Felder werden durch traditionell verankerte Nuba-Landrechte geregelt. Unbestelltes Land verbleibt in kommunalem Besitz. Die Hauptursache, weshalb der Konflikt zwischen den Volksgruppen ausbrach, war die 1968 durch einen Weltbankkredit finanzierte Einführung der mechanisierten Landwirtschaft und die Landrechtsreform, die dies ermöglichte. Die neuen Landgesetze wurden auf starken Druck aus Kreisen während der britischen Kolonialherrschaft aufgestiegener Geschäftsleute eingeführt. Die Regierung beteiligte sich an der Unterdrückung der sich gegen die Landnahme zur Wehr setzenden Nuba. Viele Nuba wurden enteignet und kommunales Land geriet in die Hände weniger Großgrundbesitzer, die über die Hälfte des fruchtbaren Landes in den Ebenen erhielten und mit den Baggara eine vorübergehende Allianz bildeten. Die Baggara verlagerten ihre Viehwanderrouten und beanspruchten nun Land der Kleinbauern. Dadurch sympathisierten die Bauern beim zweiten Ausbruch des Bürgerkriegs 1983 mit dem Süden. Ab 1985 wurden die Baggara von der nordsudanesischen Regierung mit Waffen versorgt, damit begann der Krieg auch in den Nuba-Bergen.
Wie die Nuba-Berge politisch und kulturell im Grenzland zwischen Norden und Süden liegen, wird auch an den in den letzten Jahren sich langsam ändernden Ritualen und Jahresfesten deutlich. Bei den Festen zur Erntezeit spielt das gemeinschaftliche Trinken von Merisa (Hirsebier) aus einem großen Gefäß auch bei islamisierten Nuba eine wichtige Rolle. Jüngere Nuba, die in der islamischen Gemeinschaft akzeptiert werden wollen, müssen mit einem Identitätsproblem kämpfen und versuchen, ihren Glauben nach außen durch Einhaltung von Seklusion und Abstinenz von Alkohol zu demonstrieren. Das Erntefest mit Bier wird durch Id al-Fitr und das gemeinsam verspeiste Opfertier ersetzt.

## Wirtschaftliche Bedeutung
Durch die Nuba-Berge führt eine Pipeline, die Erdöl aus dem unmittelbar südlich angrenzenden Fördergebiet am Gazellenfluss mit dem Zentrum in der Region Abyei nach Port Sudan am Roten Meer transportiert.